# راسوی کوهی اندونزی
راسوی کوهی اندونزی (نام علمی: Mustela lutreolina) نام یک گونه از سرده راسو است.